# Jayavarman III.
Jayavarman III. war der Sohn von Jayavarman II. und der zweite Herrscher des Königreichs Angkor.
Eine Inschrift von Prasat Sak beschreibt Folgendes: „Als es ihm bei einer Jagd nicht gelang, einen wilden Elefanten zu fangen, versprach ihm die Gottheit, dass sie das Tier für ihn festhalten würde, wenn er ihr dafür ein Heiligtum errichtete.“ Einige Tempel sind daraufhin in die Regierungszeit Jayavarmans III. datiert worden, obwohl es keine direkten Inschriften gibt. Er hat vielleicht ein Bauprojekt nur begonnen, das dann aber von den Projekten seines anspruchsvolleren Nachfolgers Indravarman I. überschattet wurde.
Jayavarman III. starb im Jahre 877, möglicherweise bei der Jagd auf einen wilden Elefanten.